# كأس النرويج 1932
كأس النرويج 1932 (بالنرويجية: Norgesmesterskapet i fotball for menn 1932)‏ هو الموسم 31 من كأس النرويج. أشرف على تنظيمه اتحاد النرويج لكرة القدم، وفاز فيه نادي فريدريكستاد.